# Снегова, Ирина Анатольевна
Ири́на Анато́льевна Сне́гова (12 апреля 1922 года, Курск, РСФСР — 14 июля 1975 года, Москва) — русская советская поэтесса, переводчик.

## Биография
Ирина Снегова родилась 12 апреля 1922 года в Курске в семье научных работников и профессиональных революционеров. Вскоре семья переехала в Москву. Детство и отрочество будущей поэтессы прошло на Арбате. Окончила школу № 29 .
С августа 1941 года по май 1942 года была в эвакуации в Красноуфимске. Далее была направлена ЦК ВЛКСМ на работу в редакцию «Комсомольской правды», где работала литературным сотрудником иностранного отдела (до 1944 года). Иногда использовала литературный псевдоним И. Анатольева.
В 1944 году поступила в Литературный институт имени А. М. Горького. Занималась в семинарах И. Л. Сельвинского и В. К. Звягинцевой. Получала стипендию имени Крылова. Окончила институт с отличием в 1948 году.
Первая журнальная публикация состоялась в журнале «Знамя» (1948). Переводила стихи своего товарища по институту Расула Гамзатова. Работала в области перевода в соавторстве с Еленой Николаевской.
Снегова перевела стихи в сборниках поэтов: Акакия Церетели, Галактиона Табидзе (совместно с Е. Николаевской), Шио Мгвемели, Колау Нодирадзе, Расула Гамзатова, Г Эмина, М. Карима, Назара Наджми, Мусы Гали, Сайфи Кудаша, С. Капутикян, Маро Маркарян, Гургена Боряна, Сагатела Арутюняна, Ованеса Шираза и др.; стихи поэтов ГДР для Антологии немецкой поэзии, стихотворения для романа Гофмана «Житейские воззрения кота Мурра».
Ирина Снегова автор 13 поэтических сборников и многочисленных поэтических публикаций в еженедельниках «Литературная газета», «Литературная Россия», «Неделя», газете «Известия» и в литературных журналах «Новый мир»; «Знамя», «Юность», «Литературный Кисловодск», «Литературная Грузия», «Литературная Армения» и др.
Принимала участие в Днях русской литературы в Армении, Грузии, Туркменистане, Казахстане.
Умерла в 1975 году от рака лёгких в Москве. Похоронена на Ваганьковском кладбище.
В начале 80-х годах ленинградская рок-группа «Август» исполняла песню «Август» на стихи Снеговой, ставшей одной из немногих медленных рок-композиций.